# Chemin de données

Dans un système logique et en particulier dans un processeur, un chemin de données est un ensemble d'unités fonctionnelles électroniques, telles que des unités arithmétiques et logiques, des additionneurs, des multiplieurs, des registres, qui effectuent des opérations de traitement de données. Par exemple la plupart des processeurs sont composés d'un chemin de données et d'un séquenceur, ce dernier ayant pour rôle de commander le chemin de données et réguler ses interactions avec la mémoire vive.